# 신숙주
신숙주(申叔舟, 1417년 8월 2일(음력 6월 20일) ~ 1475년 7월 23일(음력 6월 21일))는 조선 전기의 성리학자·문신·정치가이며 언어학자, 외교관이다. 본관은 고령(高靈), 자(字)는 범옹(泛翁), 호는 희현당(希賢堂) 또는 보한재(保閑齋)이다. 시호는 문충(文忠)이다. 신장(申檣)의 아들이자 윤회의 손녀사위이기도 하다.
1438년(세종 20년) 생원, 진사시에 모두 합격하고 1439년(세종 21년) 친시문과(親試文科)에 급제하여 세종 때 집현전의 학사로서 성삼문, 박팽년, 정인지 등과 함께 훈민정음의 창제와 연구에 기여하였다.
1447년(세종 29년) 문과 중시(重試)에 4등으로 합격하여 당상관이 되었으며, 이후 계유정난과 세조 반정을 적극 지지하였고, 세조의 최측근으로 활약했다. 문신의 신분이었으나 병력을 이끌고 여진족과 왜구 토벌에 여러 번 출정하였으며 1461년부터 1464년, 1471년부터 1475년까지 의정부영의정을 역임했다.
사육신과 함께 문종의 유언을 받들어 단종을 보필하기로 약속했으나 이후 변절하여 수양대군(세조로 즉위)의 편에 가담하였다. 결국 계유정난으로 단종의 왕위를 빼앗았다. 이후 단종 복위 운동이 일어나자 단종과 금성대군의 처형을 강력히 주장하여 관철시켰으며, 남이의 옥사 때 남이의 처형에도 적극 참여하여, 사후 사림파 도학자들로부터 비판과 지탄의 대상이 되었다. 1910년(융희 4년) 이후 그의 한글 창제에 대한 공적 재조명 여론이 나타났으며, 1980년대 이후부터 그에 대한 재평가 노력이 진행되었다.
뛰어난 학식과 글재주로 6대 왕을 섬겼고, 《국조오례의》, 《고려사》, 《고려사절요》, 《국조보감》, 《동국정운》 등의 편찬에도 참여하였으며, 농업과 축산업 기술에 대한 서적인 《농산축목서》를 편저하였다. 생전에 정난공신, 좌익공신, 익대공신, 좌리공신 등 4번 공신에 책록되었다. 사육신과 생육신 김시습, 그 밖에 한명회, 권람 등 다양한 인맥을 형성한 인물이기도 하다. 윤회, 정인지의 문인이다.

## 생애

### 생애 초반

#### 출생과 가계
1417년(태종 17년) 음력 6월 20일 희현당 신숙주는 고령신씨 신포시의 손자이며 공조 참판을 지낸 신장(申檣)의 아들로 그의 외가가 있던 전라남도 나주군 노안면 금안리 오룡동에서 태어났다. 어머니 나주 정씨는 지성주군사(知成州郡事)를 지낸 정유(鄭有)의 딸이다. 위로 형 신맹주(申孟舟), 신중주(申仲舟)가 있었고, 아래로 동생인 신송주(申松舟)·신말주(申末舟)가 태어났다. 또한 폐비 윤씨의 친정어머니인 부부인 신씨는 신숙주의 삼촌 신평(申枰)의 딸로, 신숙주는 연산군에게는 외외재종조부가 된다.
그의 조상들은 본래 경상북도 고령현(高靈縣)의 향리였으나 신숙주의 7대조가 되는 신성용(申成用)이 처음으로 과거 시험에 합격하여 중앙 정계에 진출 벼슬이 검교 군기감(檢校軍器監)에 이르렀다. 증조부 신덕린(申德隣)은 전의 판서(典儀判書)를 지냈고, 할아버지 신포시는 공조참의를 지냈다.
아버지 신장은 남에게 맞서기를 싫어하는 온화한 성품의 문인이었으나 술을 좋아하였는데 동료 문인인 허조는 "이런 어진 사람을 오직 술이 해쳤다."며 한탄할 정도였다. 조선왕조실록의 졸기에 의하면 "사람됨이 온후하고 공순하여 남에게 거슬리지 아니하였다. 사장(詞章)에 능하고 초서와 예서를 잘 썼다. 성품이 술을 좋아하므로, 임금이 그 재주를 아껴서 술을 삼가도록 친히 명하였으나, 능히 스스로 금하지 못하였다."고 한다. 신장은 아들들의 이름에 술을 뜻하는 의미의 주 자를 붙였는데, 다섯 아들들의 이름이 신맹주(申孟舟)·신중주(申仲舟)·신숙주(申叔舟)·신송주(申松舟)·신말주(申末舟)였다. 아버지가 관료생활을 하게 됨에 따라 고향 나주를 떠나 본가인 한성부로 이주하게 되었다. 신장은 글씨를 잘 썼는데 숭례문의 현판 글씨 중 하나는 그의 글씨체라는 전설이 전한다.
동생 신말주의 손자 신공섭은 조선후기의 유명한 화가 신윤복의 선조로, 신윤복은 신공섭의 서자 신수진의 7대손이었다. 한편 일제강점기의 역사학자 단재 신채호는 그의 직계 18대손이 된다.

#### 어린 시절
신숙주는 어려서부터 총명하였으며 기억력이 남달랐다. 자라면서 열심히 공부하여 읽지 않은 책이 없었다. 그를 본 사람들은 모두 그가 장차 큰 그릇이 될 것이라 예견하고는 했다. 성격은 침착하여 깊이 생각하고 난 뒤에 말을 하였다. 신숙주는 아버지로부터 학문과 글씨를 배웠는데, 글재주에 뛰어났다. 뒤에 윤회와 정인지의 문인이 되어 그로부터 학문을 배웠다.
첫 스승인 윤회는 하륜과 정도전의 문인으로, 그를 통해 이색과 백이정, 안향의 학통을 사사하였다. 뒤에 그는 스승 윤회의 손녀사위가 되는데, 신숙주는 윤회의 아들인 증 영의정부사(贈領議政府事) 윤경연(尹景淵)의 딸 무송윤씨를 아내로 맞이했다. 뒤이어 정인지의 문하에서도 수학했는데 그를 통해 정몽주의 학문도 계승하였다.
그는 학문을 연마하면서도 동리의 아이들을 데려다가 서당을 열고 천자문과 소학을 가르치기도 했다. 성인이 되어서도 독서와 학문을 좋아하여 천하의 서적을 두루 섭렵하였다. 또한 시문(詩文)을 잘 지어서 묘사를 잘 하고 분방하였다. 그는 일찍이 탐진강과 영산강의 강물이 황해로 흐르는 것을 보며 바다는 산골 깊은 계곡의 맑은 물이든 말과 소를 씻은 더러운 물이든 가리지 않고 받아들이는 것이 바다라고 하였다.
1438년(세종 20년) 21세의 나이에 시(詩)와 부(賦)로 생원시에 입격하여 생원이 되었다가 그해의 진사시에도 모두 합격하여 바로 진사가 되었다. 그 뒤 초시(初試)에 장원한 뒤, 복시(覆試)에도 장원하였다.

### 관료 생활

#### 관료 생활 초반
1439년(세종 21년) 친시문과(親試文科)에 3등(丙등급. 3위와는 다르다.)으로 급제하였고 그해에 전농시직장이 되었다. 이조(吏曹)에서 그를 성균관 문묘에 제례를 올릴 때 제집사(祭執事)로 특별히 임명하였다. 그런데 이때 이조의 어느 늙은 서리(胥吏)가 잊어버리고 첩지(牒紙)를 전달하지 않아 일을 빠뜨리게 되자 사헌부에서 탄핵하였다. 이때 신숙주는 그 서리가 늙었지만 딸린 자녀들이 많다는 사정을 알던 그는 서리의 딱한 처지를 염려, 그가 죄를 받아서 파면당할 것을 염려하여 신숙주 자신이 거짓으로 자복하고 대신 징계를 받았다. 그는 생원시와 진사시에 합격하고 초시와 복시에 장원한 인물이며 정식으로 과거에 합격한 인재라서 파면되지는 않았다. 뒤에 이 사실을 안 세종이 그를 특별히 용서해 주었고, 동료들로부터 신망을 얻게 되었다. 신숙주는 초시와 복시에 장원으로 합격하고 과거에도 병과로 급제하였으며 글을 잘 지어 세종의 눈에 들었다.
1441년 다시 집현전 부수찬(集賢殿副修讚)이 되었다. 그 뒤 입직할 때마다 장서각에 파묻혀서 귀중한 서책들을 읽었으며, 자청하여 숙직을 도맡아 하였다. 숙직이 없더라도 장서각에 있으면서 밤새도록 독서를 하였다. 윤회, 정인지의 훈도 외에도 다양한 독서 덕택에 경사와 고전에 두루 능통하였고 역사 지식이 해박하였다.

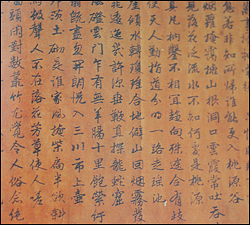
신숙주 친필 몽유도원도서

집현전에 있으면서 그는 장서각에 들어가서 평소에 보지 못한 책을 열심히 읽고 동료를 대신하여 숙직하면서까지 시간 가는 줄 모르고 새벽까지 공부하기가 일쑤였다. 숙직이 아닌 때에도 장서각에 파묻혀서 귀중한 서책들을 읽느라 밤을 샜다고 한다. 이러한 학문에 대한 열성이 세종에게까지 알려졌으며, 세종은 그가 열심히 공부하는 것을 발견하고 어의(御衣)를 하사하여 칭찬했다. 하루는 책을 읽다가 잠이 든 그를 발견하고 왕이 직접 자신의 옷과 포의, 이불을 내렸다 한다. 새벽에 깨어나 자신의 몸에 용포가 덮혀진 것에 깊이 감동한 그는 그는 오래도록 감읍하였다 한다.
1442년(세종 24) 훈련원 주부(訓練院主簿)가 되었다. 이때 일본에 통신사를 보내게 되어 글 잘하는 선비를 서장관(書狀官)으로 삼기로 하였는데, 신숙주가 이에 뽑혔다. 집현전 학사로서 언어에 능해 중국어, 일본어를 비롯한 몽골어, 여진어, 유구어(琉球語) 등 동아시아 8개 국어에 능통했기 때문이다.

#### 외교 활동
그 무렵 신숙주는 과로로 오랫동안 병을 앓다가 그 무렵 병이 나아 일어난 직후였다. 형제나 친구들이 여위고 피곤한 몸으로 어찌 먼 곳을 가겠느냐며 감당 못하리라 하여 힘써 말리고 저지하였으나 그는 자청해서 가겠다고 하였다.
| “ | 신하된 사람에게는 평탄하거나 험한 것이 한 가지이다. 어찌 제 몸이 편안할 것만을 생각할 수 있겠는가? | ” |

먼 길을 일가친척이 모두 말렸으나 신하된 사람으로 험하고 편한 것을 가릴 수 없다 하고 스스로 나섰다. 세종이 인견하면서 병이 들었다 하는데 갈 수 있겠느냐고 염려하자 그는 나아졌다며 어찌 회피하겠느냐며 일본으로 가기를 자청하였다.
1443년 2월 21일에 부사직(副司直)이던 그는 다시 훈련원 주부에 임명되어 조선 통신사 변효문(卞孝文)의 서장관 겸 종사관(書狀官兼從事官)으로 선발, 통신사가 파견되자 일본에 건너가서 우리의 학문과 문화를 과시하고, 언어와 한자, 유학을 가르쳤다. 일본을 여행할 때 그의 재주를 듣고 시를 써 달라는 사람이 마구 몰려들었는데, 즉석에서 붓을 들고 시를 줄줄 내려써서 주니 모두들 감탄하였다. 10월 19일까지 9개월간 일본에 다녀와서, 당시의 견문록(見聞錄)과 일본의 인명·지명 등을 한자음으로 기록하였다. 이 기록을 통해 후에 <해동제국기>(海東諸國記)가 1471년(성종 2)에 완성되었다. 특히 이 책의 ‘조빙응접기’ 항에서는 일본 사신의 응대법에 대하여 상세히 규정하여 국가행사에 차질이 없도록 하였다.

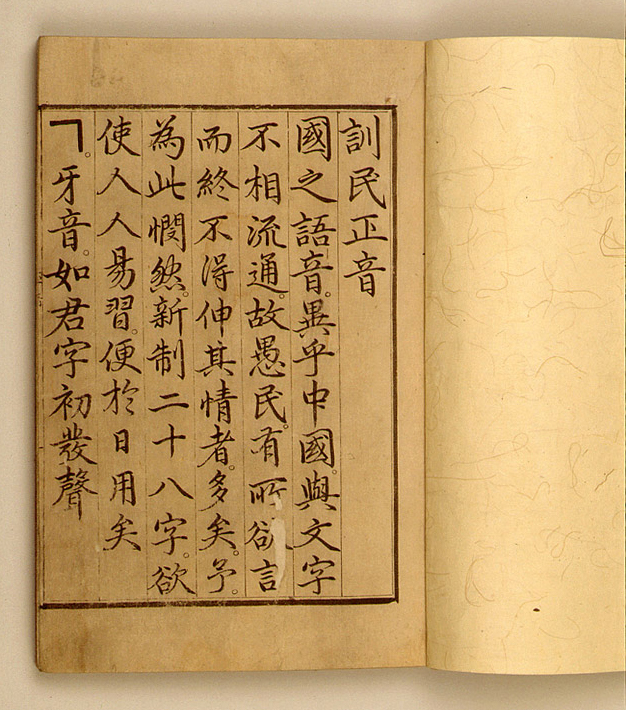
훈민정음

1443년에는 일본의 가는 곳마다 산천의 경계와 요해지(要害地)를 살펴 지도를 작성하고 그들의 제도·풍속, 각지 영주들의 강약 등을 기록했다. 돌아오는 길에 대마도에 들러서 무역 협정을 체결하니, 이는 돌아오는 길에 대마도 도주와 세견선(歲遣船)을 50척, 세사미두(歲賜米豆)를 200섬으로 제한하는 내용의 무역협정 조약을 체결했다. 이 조약이 곧 계해조약이다. 1443년 10월 배편으로 인천항을 통해 귀환했다. 귀국 이후 성삼문, 박팽년, 정인지 등과 함께 세종의 명을 받아 문자 개발 연구에 착수했다.

#### 집현전 학사와 한글 창제

신숙주의 몽유도원도 찬시 (1447년)

집현전수찬을 지내면서 그는 세종의 뜻을 받들어 훈민정음 창제와 연구에 심혈을 기울였던 그는, 세종의 명으로 성균관 주부인 성삼문, 행사용(行司勇) 손수산(孫壽山) 등과 함께 당시 죄를 짓고 만주의 요동에 귀양을 와 있었던 명나라의 한림학사 황찬(黃瓚)을 찾아갔고, 황찬을 만나 음운론과 인간의 발음, 언어에 대한 주요한 지식을 얻었고, 이후 13번이나 요동과 조선을 직접 왕래하면서 황찬을 찾아가 음운과 어휘에 관한 것을 의논하였다. 당대 최고의 언어학자였던 황찬이 그의 뛰어난 이해력에 감탄할 정도로 총명한 인물이었다.
신숙주는 집현전 내에서 새로운 글 연구를 찬성, 지지하는 입장에 섰으며 같은 편에는 신숙주와 그의 스승의 한 사람인 정인지, 신숙주의 동료인 성삼문, 정창손, 박팽년 등이 있었다.
또한 명나라의 사신이 조선에 입국했을 때도 태평관(太平館)에 친히 왕래하면서 사신으로 온 명나라학자에게 운서(韻書)에 대해 질문하여 그 음을 정확하게 하는 등 국내외를 돌아다니며 음운을 연구했다. 그의 학문열에 감격받은 명나라의 사신은 조선인 기생도 마다하고 그와 토론, 담론하며 연구하였다 한다. 그는 이두는 물론 중국어·일본어·몽골어·여진어를 두루 구사하였는데, 훈민정음을 연구하는 과정에서 이들 언어를 비교 분석하고 조선인의 발음과 비교 분석하여 유사점과 차이점을 가려냈다.
1446년 안견이 안평대군의 꿈이야기를 듣고 몽유도원도를 그리자 이에 대한 찬시를 써서 헌정했다. 그는 천부적인 재능으로 세종대왕이 기획했던 말글정책을 충실히 보필하였으며, 세종대왕이 1443년(세종 25)에 창제한 훈민정음의 해설서 집필에 참여하여 다른 일곱 학자와 함께 1446년(세종 28) 9월에 훈민정음해례본 편찬을 완료하였다.
1447년(세종 29년) 집현전 부응교(副應敎)가 되었다가 그 해, 문과 중시(重試)에 4등으로 합격하여 통훈대부로 승진하고 집현전 응교(應敎)에 임명되었다. 이후 이어 사헌부장령(司憲府掌令), 집의(執義)를 지냈으며 겸경연시강관과 춘추관수찬관을 겸임하였고, 세자시강원필선(弼善)도 겸임하여 세자를 보도하였으며 직제학과 부제학 등을 두루 역임한다. 그는 또한 《동국정운》의 편찬에도 참여하였다. 그리고 신숙주는 외국어만 잘한 사람이 아니라 풍부한 독서로 교양을 쌓은 지식인이기도 했다. 1448년부터는 세자시강원필선 자격으로 세자인 문종의 대리청정에도 참여하였다.
세종 때에 명나라 사신 예겸(倪謙) 등이 조선에 당도했을 때 많은 조선의 대신들이 학문이 짧다고 무시하였다가, 막상 한강을 유람하면서 시문을 주고 받을 때는 그를 당할 자가 없어서 망신을 당하게 되었다. 이에 신숙주가 성삼문과 함께 왕명을 받들어 예겸을 상대하게 되었고 신숙주는 예겸과 서로 형제의 의를 맺었다.
1451년(문종 1) 예겸이 다시 조선에 오자 그는 왕명으로 성삼문과 함께 시짓기에 나서 동방거벽(東方巨擘, 동방에서 가장 학식이 뛰어난 사람)이라는 찬사를 얻기도 했다. 이 해에 사헌부 장령, 집의를 거쳐 직제학이 되었다.

#### 서적 편찬

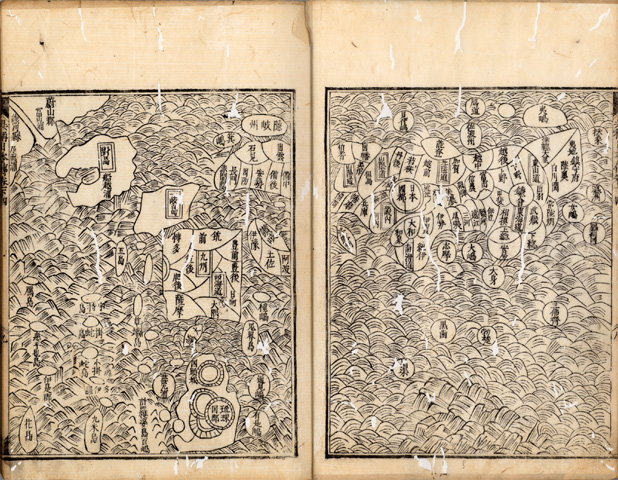
일본에 다녀온후 집필한 해동제국기 해동제국전도

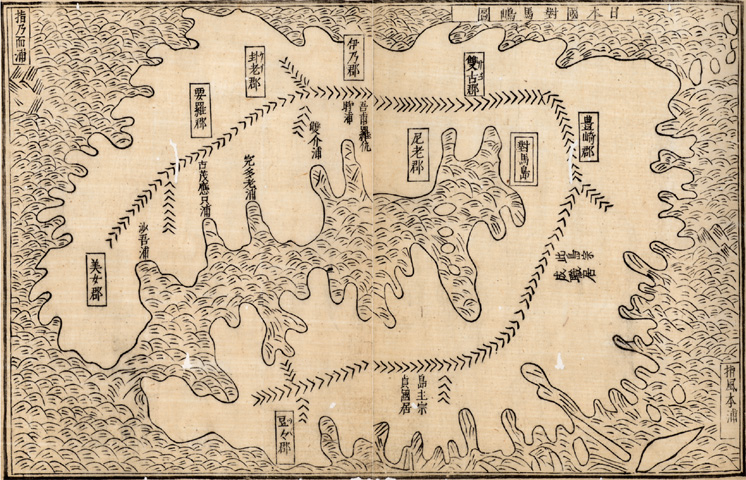
해동제국기 일본국쓰시마섬도

1445년(세종 27년)에는 권제, 정인지, 안지 등이 지어 올린 용비어천가의 내용을 다른 학자들과 함께 1447년(세종 29)까지에 걸쳐 보완하였다. 이 외에도 우리나라의 전승된 한자음을 정리하여 표준 한자음을 만들려는 목적에서 편찬한 『동국정운』을 1447년(세종 29년)에 6권으로 완성시키고 1448년(세종 30년) 출간하였다.
1448년(세종 30년) 집현전응교를 거쳐 1449년 세손강서원 우익선(講書院右翊善)으로 있을 때, 세손에게 사부를 세워 교육할 것을 청하였다. 이후 세종의 명으로 윤회, 김종서 등과 함께 고려사절요, 고려사 등의 편찬 작업에 참여하였다. 그 과정에서 그는 우왕과 창왕이 신돈의 자손이라고 주장한 정도전의 견해를 의심하기도 하였다. 세종은 만년에 병환이 깊어지자 집현전의 학사들을 불러서 어린 원손 홍위(후일의 단종)의 앞날을 부탁한다고 했다. 이때 세종에게 어린 원손을 부탁한다는 부탁을 들은 신하들 중에는 신숙주 외에 성삼문과 박팽년 등이 있었다.
그는 관료생활을 하는 한편으로 퇴청 후에는 글을 가르치고, 역사 관련 서적을 입수하여 이를 탐독하기도 했다. 그는 헛된 명분론 보다는 백성들에게 도움이 되는 학문을 해야 함을 역설하였다. 1450년(문종 즉위년) 사헌부 장령으로 재직 중 세종이 죽자 산릉전의 수반에 양녕대군이 천거되자, 태종 때의 득죄를 이유로 양녕대군을 탄핵하였으나 문종이 듣지 않자 계속해서 양녕대군을 탄핵하였다. 그해 말 수사헌부 집의(守司憲府執義)로 승임되었다.
1451년(문종 1) 명나라 사신 예겸(倪謙) 등이 다시 조선에 오자 그는 왕명으로 성삼문과 함께 시짓기에 나서 동방거벽(東方巨擘)이라는 찬사를 받았다. 그해 직제학에 임명되었다.

#### 수양대군과의 교류
평소 인간관계가 넓었던 그는 한명회, 권람 등과도 만나서 친분관계를 쌓았다. 당시 한명회는 개국공신의 손자였으나 경덕궁직이라는 낮은 직위에 있었고, 권람은 일찍 부모를 잃고 불우한 처지에 있었지만, 우연한 기회에 이들이 새로운 웅지를 품고 있음을 간파하고는 이들을 더욱 각별하게 대한다.
집현전 직제학을 거쳐 1452년(문종 2년) 사헌부집의가 되었다가, 그해부터 집현전 직제학 지제교 경연 시독관 겸 지승문원사(通訓大夫行集賢殿直提學知製敎經筵侍讀官兼知承文院事)로 춘추관기주관을 겸하여 《세종실록》의 편찬에 참여하였다. 《세종실록》은 2년만인 1454년(단종 2년) 3월에 완성되었다.
단종이 즉위하자 수양대군은 명나라의 고명에 답하기 위해 사은사를 자청했는데 이 때 한명회와 권람의 조언에 따라 신숙주가 서장관(書狀官)으로 동행하며 그를 수행했다. 수양대군 일행은 공식적인 업무가 끝나자 도성인 연경(현재의 베이징)으로부터 다소 떨어져 있는 명나라 성조 영락제의 장릉(長陵)을 찾아갔다. 수양대군은 신숙주의 관리로서의 재능을 아꼈는데, 이듬해 4월 조선에 돌아온 뒤부터 둘 사이는 급격히 가까워졌고, 결국 수양대군의 거사에 신숙주는 간접 지원의 형태로 가담하게 되었다. 1453년초 귀국한 신숙주는 상호군(上護軍) 겸 지병조사(知兵曹事)가 되었다.

### 계유정난과 세조 반정

세조

1453년 3월 승정원동부승지가 되었다. 그해 10월 수양대군이 한명회, 권람 등과 계유정난의 거사를 모의할 때 참여하여 어린 단종의 뒤에서 실력을 행사하는 김종서, 황보인 등을 제거하는데 동참한다. 이때 그는 수양대군에게 집현전 학사들을 포섭할 것을 건의한다. 성삼문, 박팽년, 성승 등은 수양대군을 못마땅히 여겼으나 그의 회유와 권고로 정난공신의 지위를 일단 수용했다.
그해 10월 우승지를 거쳐 계유정난이 성공하고 집현전의 학사들까지 포섭하여 반발을 무마시킨 공로로 그는 수충협책정난공신(輸忠協策靖難功臣) 1등관에 오르고 이듬해 승정원도승지로 승진했다. 신숙주는 이에 대한 보답으로 도승지의 위치에 있으면서 우부승지 권람, 동부승지 구치관과 함께 단종의 일거수일투족을 면밀하게 감시, 관찰하여 세조에게 보고했다. 반정 직후 그는 유언비어를 일소하는 한편, 어린 왕의 치세기간 중 일부 권신들과 재상들이 어린 왕의 눈과 귀를 가리고 정사를 마음대로 독단적으로 행사하였으며 민심이 바로 전달되는 것을 차단하였다며 민생을 위한 정책을 펼칠 것을 선언, 흉흉해진 민심을 수습하였다. 그해 7월 경희전 고 동가제(景禧殿告動駕祭)의 찬례관(贊禮官)의 한 사람으로 참여하여 부종묘 추향 대제(祔宗廟秋享大祭)의 아헌관 이하의 관료를 포상할 때 채단초(綵段綃) 각각 1필(匹)을 하사받았다.
1455년 세조가 즉위하자 동덕좌익공신(同德佐翼功臣) 1등에 고령군(高靈君)으로 봉군된 뒤 예문관대제학으로 임명되었다. 동년 그는 새 왕의 즉위를 알리는 책봉 주청사의 소임을 띠고 명나라에 가서 명나라 황제의 책봉 고명을 받아들고 귀국길에 아내가 죽었다는 소식을 접하고 1456년 귀국하였다.
명나라에 있을 당시 대명회통과 송서, 한서, 수서 등의 중국 역사책을 탐독하였고 중국의 문인들을 만나 시문을 주고받기도 했다. 귀국 후, 그는 세조의 책봉 고명을 성사시킨 공으로 그는 많은 양의 황금과 토지, 노비, 안마(鞍馬)를 하사받았으며, 이어 세조의 총애를 얻어 병조판서가 되었으며, 그해 병조판서로 재직 중 전라남도와 다도해 해안가를 침략하는 왜구를 토벌하고 되돌아왔다.

### 사육신의 난과 단종복위운동

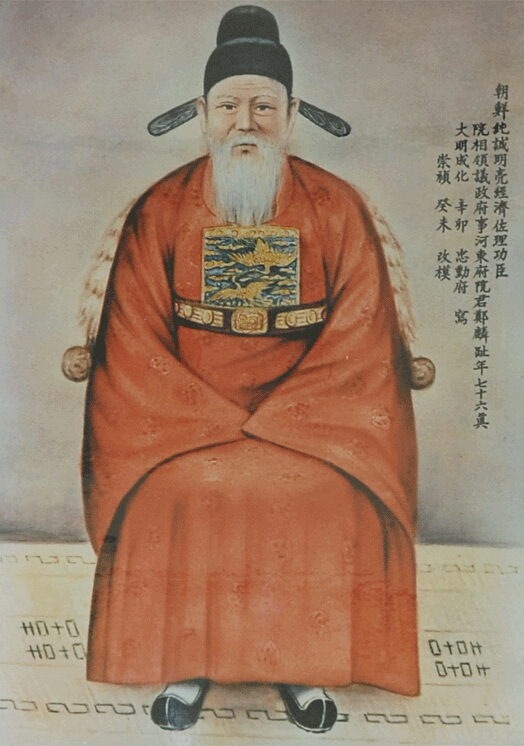
정인지

귀국 직후 신숙주는 성삼문 등과 재회했다. 이때 사육신으로부터 세조 3부자 처형 거사에 동참할 것을 요청받았으나 그는 단호하게 거절했다. 신숙주는 성삼문 등의 단종 복위 운동이 명분상으로는 옳지만, 인력과 장비 부족으로 실현히 불가능하다고 판단했다. 그는 한명회나 권람 등에게는 이 사실을 고변하지 않았는데, 뒤에 김질이 자신의 장인 정창손의 설득으로 거사를 폭로하면서 알려지게 되었다. 그러나 그가 사육신의 거사를 밀고했다는 소문이 퍼지면서 김시습 등은 그를 추한 배신자와 변절자로 규탄하였고, 사림파들의 조롱거리가 되었다.
아내의 장례 후 큰아들 신주가 22살로 세상을 떠나고 큰며느리 한명회의 딸이 손자 신종호(세째)를 낳았으니 어린 손자들을 생각하면 그때의 심경을 헤아려 볼 만하다.
그는 자신이 살아남아 할 일이 있다고 생각했다. 이로써 사육신과는 결별을 결심했다.
| “ | 자네와는 모시기로 한 주군이 달라져서 이제 가는 길도 어긋났지만 자네의 굳은 절의는 진심으로 존경하고 있네. 만약 내가 자네와 같은 선택을 했더라면 나도 자네만큼은 아니라도 어느 정도 흉내는 냈을 것이네. 어른들이 하시던 말씀이 생각나는구먼. '굼벵이는 더럽지만 매미로 변해 가을바람에 맑은 이슬을 마시고, 썩은 풀엔 빛이 없지만 그곳에서 나온 반딧불은 여름밤을 빛내는 것이다. 그러니까 깨끗함은 항상 더러움에서 나오고 밝음은 항상 어둠에서 비롯되는 것이다. | ” |

한편 사육신 중 한 사람인 성삼문과는 절친한 벗이었지만, 성삼문은 단종 복위 거사를 도모할 때 '비록 신숙주는 나의 평생 벗이긴 하나 죄가 무거우니 죽이지 않을 수 없다.'고 했다고 한다. 또한 사육신의 동정론과 함께 자신에게 가해지는 비난에 대해 단종 즉위 후 권신들이 어린 왕의 눈과 귀를 가리고 권력을 남용하는 것을 방관하는 것이 옳은 것이냐며 반박하였고, 하위지 등이 세종의 한글창제 당시 이를 반대, 비판한 점을 들어 문맹을 구하려던 세종의 의지를 반대하던 신하들과 사육신을 비유, 맹목적인 보수성을 비판하였다.
1456년(세조 2년) 성삼문, 하위지 등의 단종 복위 계획이 발각되고 사육신과 그 관련자들이 처형되었다. 신숙주는 정승들과 함께 입조하여 단종을 강등시키고 서인으로 만들 것을 건의했고, 단종은 노산군으로 강등되었다. 사육신인 성삼문과 박팽년은 형문을 당하면서도 굴하지 않고 신숙주를 향해 반역자, 배신자라고 규탄하였는데 이때 신숙주는 그들에게 그들은 단종의 충신이지만 금상(세조)의 충신은 아니라며 항변하였다. 신숙주는 세조 옆에서 그들의 고문 장면을 지켜봤으며 성삼문의 질타에도 묵묵히 자리를 지켰다.
사육신의 처형 직후 그는 변방의 축성을 강화하고 남해 해안가에 출몰하는 왜구를 격퇴하게 하였으며, 대마도 도주에게 조약문의 사본을 보내 경고하였다. 곧 이어 경상북도 지역에서 이보흠과 금성대군 등의 거사로 단종 복위 운동이 다시 발생하자, 탄핵 상소를 올려 노산군과 금성대군의 처형을 강력히 주장하여 세상을 놀라게 하였으며, 그는 노산군과 금성대군의 처형을 관철시켰다.
이때 그는 노산군의 부인 송씨를 자신의 노비로 내려줄 것을 요청했지만 세조도 그것만은 허락하지 않았다. 세조는 신분만 비(婢)일 뿐 노비로서 사역시킬 수 없다 하여 정업원(淨業院)에 혼자 살게 하였다. 이 사실이 알려지면서 산림에 은둔중인 학자들은 그가 다른 뜻을 품지 않았는가 하며 의혹과 조소를 퍼부었다. 김시습은 그가 행차할 때마다 나타나서 면박을 주거나 변절자라는 말로 조롱하기도 하였다.
1456년(세조 2년)에 병조판서로서 국방에 필요한 외교응대의 일을 위임받아 사실상 예조의 일도 관장하였다. 1456년 병조판서와 예조판서를 지내고 판중추원사(判中樞院事)가 되어 판병조사(判兵曹事)를 겸하였으며, 그해 여름 의정부우찬성이 되어 성균관대사성을 지낸 뒤 1457년 가을 의정부좌찬성(左贊成)이 되었다. 그 뒤 신숙주는 세조의 명을 받아 《동국정운》의 편찬에 참여하였고, 농업과 목축에 대한 간단한 백서인 《농산축목서》를 찬하기도 했다.

### 왜구와 여진족 토벌

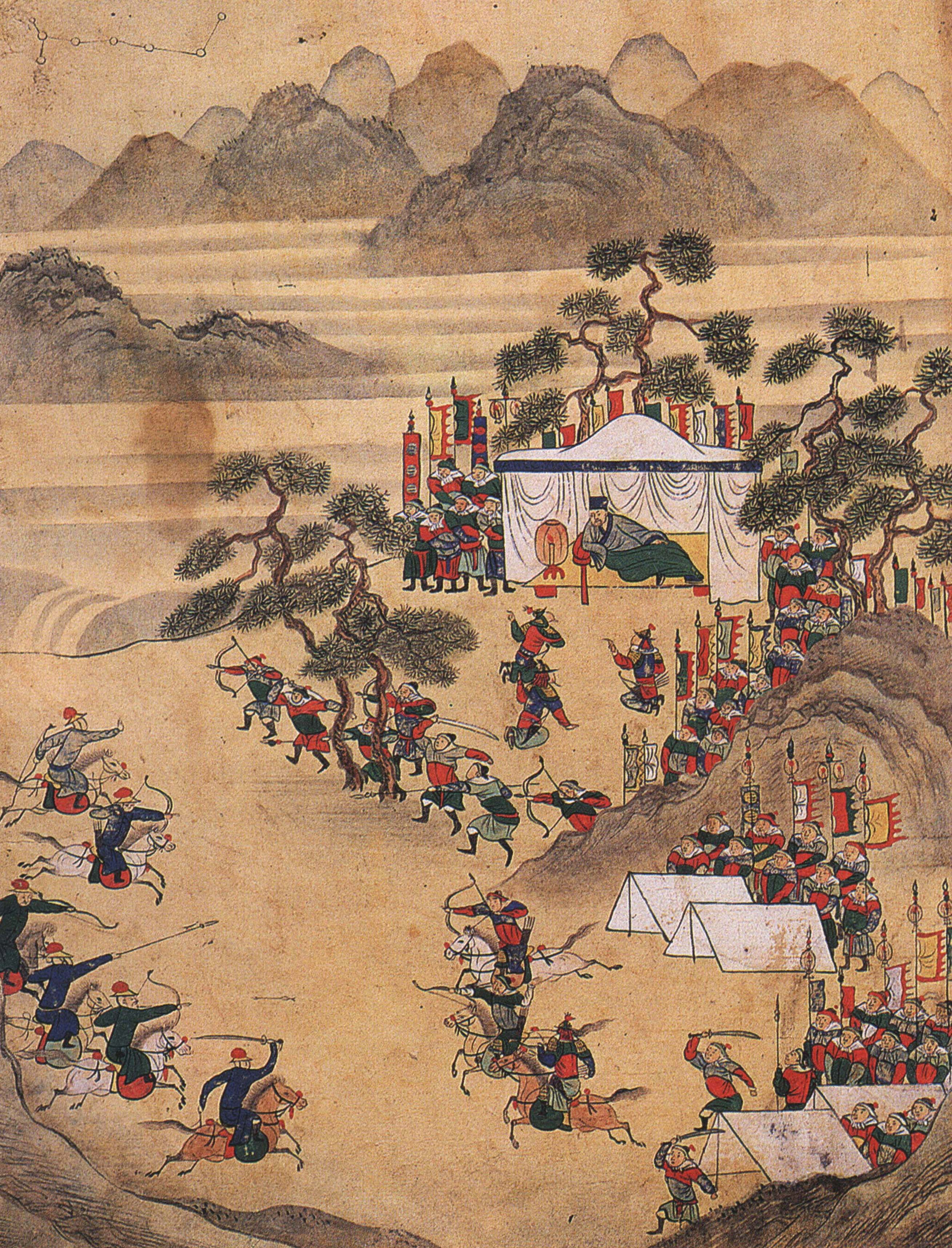
야전부시도(夜戰賦詩圖)

1456년 야인(野人)들이 평안도와 함경도에 자주 들어와 노략질을 하므로 임금이 정벌하려고 하였으나 조정의 의론이 일치되지 않았다. 공만이 홀로 정벌할 수 있다고 하며 강경 토벌을 주장하자 세조는 '경의 말이 내 뜻에 꼭 맞다.'며 동의하였다. 그는 오래도록 변방을 약탈하던 여진족과 해안가를 통해 충청도까지 올라오는 왜구들에 대한 강경 진압과 엄한 처벌을 건의하였다. 그는 직접 자신이 출정하고 앞장서겠다고 하며 세조에게 군사를 일으킬 것을 건의하기도 했다.
1458년(세조 3년) 9월 좌찬성으로 평안도도체찰사를 겸하였으며, 1458년 말 의정부우의정, 1459년(세조 5년)에 의정부좌의정이 되었다. 1458년(세조 4)에 우의정이 된 뒤에도 그는 10년간 예조판서를 겸하여 국가 외교에 있어서도 큰 공적을 세웠다. 이는 좌의정이 된 뒤에도 예조판서를 겸하게 된다. 그는 오래도록 예조판서로 재직하면서 명나라와 일본과의 외교관계를 맡는 등 외교정책의 입안자 겸 책임자로서도 활약했다.

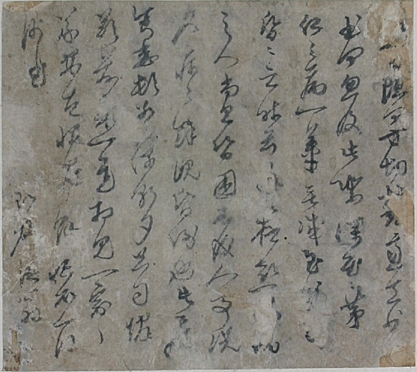
신숙주 친필 편지 서신

또한 군사 지도자로서의 지도력이 있어서 1460년(세조 6)에는 강원도·평안도·함길도 도체찰사 겸 선위사(宣慰使)가 되어 병력을 이끌고 2차례에 걸쳐 동북방면에 자주 출몰하여 약탈하던 모련위(毛憐衛) 여진족을 소탕하기 위해 출정하였다. 모련위 여진족과의 교전에서 북방 오진(五鎭)에 이르러 그는 직접 강을 건너, 산악지대로 여진족을 유인하여 뛰어난 전술을 구사하여 야인의 소굴을 소탕하고 돌아왔다.
그는 장병을 여러 부대로 나누어 두만강변에 진을 친 뒤 여러 길로 한꺼번에 진격하도록 하여, 깊숙이 진격하여 야인을 토벌하고 돌아왔다. 그날 저녁 여진족이 밤을 타서 뒤를 공격해 오자 영중(營中)에서 이들을 상대했으나 그는 당황하지 않고 침착히 대응했다. 그는 누워서 일어나지 않은 채 막료(幕僚)를 불러 시 한 수를 창화(唱和)하였는데 그 시에 '오랑캐 땅 서리 내려 변방은 찬데, 철기는 백리 사이를 누비네. 밤 싸움은 그치지 않았는데 날이 새려 하네. 누워서 북두성 보니 영롱히 반짝인다'라고 하였다. 야밤의 기습공격이었지만 장사들이 공이 이렇게 편안하고 한가한 것을 보고는 용기를 내어 오히려 동요하지 않았다. 그 방략(方略)을 가르쳐 주고 용기있는 자나 겁내는 자 모두 분발하게 하여 오히려 여진족을 역추격하여 그 다음날 여진족의 소굴을 완파하였다.
1461년(세조 7)에 이에 대하여 왕명으로 <북정록>(北征錄)을 저술하였다. 또한 남해안에도 병력의 파견을 건의하여 남해안을 약탈하는 왜구를 토벌하게 했다. 이후에도 해안가와 변방에 성곽을 수축, 개보수하고 화포류를 설치하여 미구에 있을 외침을 대비할 것을 상주하였다. 1품관이 되자 그의 공신 작위 역시 고령부원군(高靈府院君)으로 진봉되었다.

### 생애 후반

#### 영의정 임명
1462년(세조 8년) 5월 20일 영의정부사로 승진하였다. 그의 영의정부사 임명 직후 사육신과 갈라선 것에 대한 비난 여론이 일어나자 일단 사임하였다가 다시 복직했다. 그러나 그는 자신의 지위가 너무 높아진 것을 염려하여 1464년 영의정부사직을 사직했다. 세조는 그의 사직을 허락하지 않았으나 그는 거듭 사직하여 물러났다. 1464년(세조 10년) 영춘추관사(領春秋館事)가 됐다.
1464년 7월 일본에 파견되는 통신사(通信使)가 되어 배편으로 일본을 방문하였다. 그러나 7월 19일 일본 국왕 고하나조노가 병으로 죽었으므로 일본측의 대접은 소홀하였고 그해 12월 배편으로 귀국하였다.
1466년 9월 외직에 오래 머물렀던 공신 양정이 임기가 차서 중앙에 소환되면서 세조가 북방에서 오래 근무한 일로 위로연을 베풀었는데, 이 자리에서 양정은 취중에 세조에게 '상감께서도 오랫동안 왕위에 계셨으니 이제 편히 여생을 즐기는 것이 어떠냐'며 왕위를 선위(禪位)하라고 진언하였다. 신숙주 등은 그의 발언을 말렸으나 사태는 확대되었다. 양정의 취중 발언에 화가 난 세조는 승지를 불러 그 뜻을 말하고 황위를 세자에게 물려주려 하니 승지들은 한사코 이에 응하려 하지 않고 기세가 매우 험악하였다. 신숙주는 죽음을 각오하고 양위 사태를 말려서 무마하였다.
1467년에는 이시애의 난 때 난에 협력했다는 무고를 당했으나 왕이 듣지 않았다. 1467년 건주위 토벌에 출정하여 공을 세워 그해 12월 군공 3등(軍功三等)에 녹훈되었다. 이후 그는 평안도와 함경도에 성곽을 쌓고, 각 군에도 성곽을 개보수하게 하여 미구에 있을 여진족과 몽골족 등의 침략에 대비할 것을 건의하였다. 1467년 예조판서를 겸임하였다.

#### 남이의 옥사 전후
1468년 세조는 죽음을 앞두고 '당 태종에게는 위징, 나에게는 숙주'라고 말했다고 한다. 세조가 신숙주를 당 태종의 위징에 비견한 것은 자신도 당 태종처럼 신숙주를 통해 문화 통치를 이루었다는 것을 의미하고, 한편으로는 그만큼 신숙주를 신뢰했다는 뜻이 된다.
1468년 세조가 병으로 죽고 예종이 어려서 즉위하자 신숙주는 한명회, 구치관, 정인지 등과 함께 원상(院相)의 한사람으로 승정원에 들어가 정희왕후와 함께 서정(庶政)을 처결하고 혼란을 수습하였으며, 예종 즉위 후 남이의 옥사가 발생하자 그는 유자광 등과 함께 위관으로 참여, 남이 장군과 강순 등을 심문한 뒤 숙청하여, 수충보사병기정난익대공신(輸忠保社炳幾定難翊戴功臣)에 책록되었다.
의경세자 장이 갑자기 병으로 사망하고 사가로 나가게 된 수빈 한씨(후일의 인수대비)는 자신의 일족인 한명회 외에 그의 집에도 자주 왕림하였는데, 그는 수빈의 둘째 아들 자을산군 혈(훗날의 성종)을 눈여겨보게 된다. 의경세자가 병으로 죽자 현덕왕후의 저주로 죽었다는 소문이 각지에 확산되자, 그는 이를 근거없는 헛소문이라며 일축하였다. 의경세자가 단종보다 일찍 사망하였으나 현덕왕후의 저주로 의경세자가 죽었다는 소문은 계속 확산되었다.

#### 성종 즉위 직후

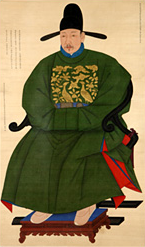
신숙주 영정 (1749년작)

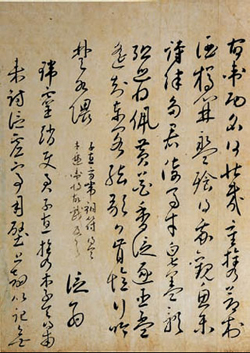
신숙주의 친필 시

1469년 예종이 재위 1년 만에 죽자 그는 정희왕후에게 의경세자의 둘째 아들 자을산군 혈을 왕으로 추천했다. 정희왕후가 자을산군으로 후계자를 결정하였을 때 귀성군을 추천하는 반대 의견이 나오자 그는“속히 상주(喪主)를 정하여서 인심을 안정시키는 것이 마땅합니다.”라고 하여 정희왕후의 결정을 적극 지지한다. 1469년 예조판서 대리, 겸 춘추관 영사(兼春秋館領事)를 지냈다.
그는 1467년부터 오래 예조판서를 겸임하였다. 그는 사대교린(事大交隣)을 자신의 신념처럼 여겼다 한다. 명나라와 여진족, 일본, 유구국 등에 보내는 표전(表箋)과 사명(辭命) 문건을 모두 그가 직접 최종 검토를 하였다. 외교업무를 맡으면서도 오히려 주는 것은 후하고 받는 것은 적어서 국내 사람들의 오해를 받기도 했지만, 상대 외교국으로부터는 언제나 환심을 얻었다.
| “ | 사람과 교제하는 것이 말로는 쉬운 일 같지만 실상은 어려운 것이다. 오직 지극한 정성만이 남을 감동시킬 수 있다. 정성을 쏟지 않고, 진심이 없는데 어찌 상대방을 감동시키겠는가? 중부(中孚)의 신(信)도 열심히 믿으면 돼지나 물고기에게까지도 감동을 줄 수 있다 하는데 하물며 사람에게 영향이 미치지 못하겠는가? | ” |

사람들은 그를 외교의 달인이라며 칭찬하였지만, 그는 사람을 사귀는 것과 비위를 맞추는 것을 예로 들며 외교든 대인 접빈이든 쉽지 않음을 토로하였다.
1469년(성종 1년) 12월 29일 왕명으로 한명회, 구치관, 최항, 조석문(曺錫文), 김질 등과 함께 경연청 영사(經筵廳領事)를 겸임하였다.

#### 서적 편찬과 영의정 재임
성종이 즉위하자 그를 추대한 공로로 1471년(성종 2년) 순성명량경제홍화좌리공신(純誠明亮經濟弘化佐理功臣) 1등에 책록되고 다시 영의정에 임명되었다. 그는 이때 노병을 이유로 여러번 사직하였으나 성종의 윤허를 받지 못했으며, 이후 정치적, 학문적 영향력을 발휘하며 정계에 남아 있었다.
신숙주는 병력 1만 이상을 증강하도록 건의하여 병력을 양성하여 북방과 해안가의 방비에 힘썼다.
훈구 공신의 지위에 있었으나 공신과 훈구파의 세력이 오래 가지 않을 것이라고 판단한 신숙주는 평생 사치스럽게 행동하지 않았고, 자신의 지위를 이용해서 위세를 부리지 않고 겸손하게 처신하여 세인들의 칭송과 덕망높은 인물이라는 호평을 받았다. 그러나 그의 사후 그의 검소함과 겸손함은 묻혀지게 된다. 그러나 김시습만큼은 그를 끝까지 인정하지 않았는데, 그의 가마나 교자 행차 시에 나타나 욕설과 조롱을 퍼붓고 야유를 보냈다. 신숙주의 하인들이 김시습을 제지하려 하였으나 그는 하인들을 나무라며 만류하였다.
그는 마포의 한강변에 담담정(淡淡亭)을 짓고 문인, 시인들과 교유하였다. 또한 서실을 짓고 문인들에게 글과 사서육경, 역사와 고전 등을 가르치는 한편 그림에도 능하여 그림과 서화를 가르치기도 했다. 그의 서실에는 많은 글과 학문, 그림, 서예를 배우고자 하는 청년들이 많이 모여들었다. 그는 사육신과 생육신은 단종에게는 충신이지만 세조의 입장에서는 충신이 아니며 개인에게는 충신이지만 국가의 백년대계를 봤을 때는 옳은 행동은 아니라고 판단하였다. 한편으로 동료 공신들의 전횡을 눈여겨보면서 그는 공신들의 영화가 영원하지도 않을 것이라고 판단하였다. 그는 자신의 손자 신용개를 김종직에게 보내 수학하게 했다.

#### 영의정 재직 중 최후

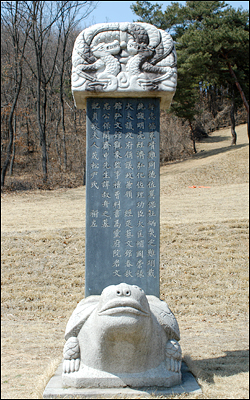
신숙주의 묘비

1473년 충훈부 당상(忠勳府堂上)이 되었으며 경혜공주의 아들 정미수(鄭眉壽)가 분에 넘치는 혜택을 받는다는 이유로 탄핵하였으나 성종이 듣지 않았다. 그는 1474년(성종 5년) 2월 병을 이유로 사직을 청하는 상소를 올렸으나 성종이 이를 반려하였다.
1474년 4월 24일 공혜왕후의 국상 시 국장도감 도제조(國葬都監都提調)에 임명되어 그해 6월까지 장례식을 주관하였다.
1475년 병으로 사직을 청했으나 왕이 허락하지 않아 계속 영의정직에 있었다. 왕이 그에게 특별히 궤장과 안대를 하사하려 하였지만 그는 자신이 궤장을 받을 나이는 아니라며 조용히 사양하였다. 한편으로 일본과 여진을 경계하여 북방과 해안가의 방비에 주력할 것을 건의하기도 하였다. 임종 직전에 문병 온 성종이 조언을 묻자 '일본과의 화친 관계를 잃지 마소서'라고 유언하였다. 그러고는 병으로 죽었다
글씨에도 뛰어났으며 서예로도 재능을 발휘해 특히 송설체를 잘 썼다고 한다. 그는 송설체의 유려한 필치를 보여주는 《몽유도원도》에 대한 찬문과 해서체의 진면목을 보여주는 《화명사 예겸 시고》 등의 작품을 남겼다.
많은 시와 다양한 저작과 작품을 남겼으나 후일 사림파에 의해 역적으로 단죄되면서 그의 저서와 작품, 시, 글씨들 중에는 중종 때와 임진왜란, 정유재란, 병자호란 때 다수 소각되거나 인멸되었다. 또한 그가 사후 변절자, 배신자로 매도당하면서 그의 작품과 저서, 시, 그림 등은 대부분 외면당하고 말았다. 현재 전하는 작품으로는 저서인 《보한재집》(保閑齋集), 《북정록》(北征錄), 《사성통고》(四聲通攷), 《농산축목서》, 《해동제국기》(海東諸國記) 등이 있고, 글씨로는 송설체의 유려한 필치를 보여주는 《몽유도원도》의 찬문(贊文)과 해서체의 작품 《화명사예겸시고 (和明使倪謙詩稿)》 등이 현전한다. 특히 《보한재집》은 1644년(인조 22년) 신숙주의 6대손인 신숙(申洬)이 영주군수로 있을 때 교서관에 소장되어 있던 문집의 완질을 빌려서 모사한 것이 전한다.

### 사후
사후 경기도 양주군 별내면 고산리(현 의정부시 고산동) 산5번지 야산에 안장되었으며 부인 무송군부인 무송윤씨와 쌍분으로 조성되었다. 후일 그의 자손들 묘소도 근처에 조성되면서 묘역이 되었다. 묘비문은 이승소(李承召)가 썼고, 신도비문은 정난종(鄭蘭宗)이 찬하였다. 이후 종의 묘정에 종사되고, 문충(文忠)의 시호가 추서되었다. 충북 청주시 가덕면 인차리 구봉영당(九峯影堂), 청주시 낭성면 관정리의 묵정서원(墨井書院) 등에 제향되었다. 정난공신, 좌익공신, 익대공신, 보사공신, 좌리공신 등에 책록되었으므로 성종은 그에게 부조지전을 내려 불천지위가 되었다.
그의 초상화는 1445년경 명나라 화공에 의해 그려진 저본설색에 견장족자로 된 영정과 15세기 후반, 사망 직후에 그려진 영정, 1445년 명나라화가본 및 기타 영정들을 참고로 그린 1749년본 영정 등이 전한다.
1445년경 명나라 화공본 영정은 현 청주시에 위치한 구봉영당에 봉안되어 있다가 1970년 이후 공개되었고, 모사본은 묵정영당과 고잔묘 등에 봉안되어 있었다. 이 중 1445년에 명나라 화가가 그린 원본 신숙주 영정은 1977년 11월 15일 대한민국 보물 제 613호로 지정되었다.

## 가족 관계
삼촌 신평(申枰)의 딸로 사촌누이가 폐비 윤씨의 모친이자 연산군의 외할머니인 부부인 신씨이다. 넷째 아들 신정의 딸 신씨는 태종의 서자 온녕군의 손자인 금천도정 이변과 결혼하였다. 아들 신주의 아들인 신종호는 세종의 서손녀사위이며, 신종호의 아들이자 그의 증손인 신항은 다시 성종의 서녀 혜숙옹주와 결혼하여 왕실과 인척관계를 형성하였다.
부인 윤씨는 1456년 병자년 1월 21일 사망하였다. 사육신의 옥사는 윤씨의 죽음 5개월 뒤인 6월의 일이었음을 세조실록에서는 적고있다.
- 할아버지 : 신포시(申包翅)
- 할머니 : 경주 김씨 - 김충한(金沖漢)의 딸
- 아버지 : 신장(申檣, 1382년 ~ 1433년 2월 8일)
- 어머니 : 나주 정씨 - 정유(鄭有)의 딸
  - 형 : 신맹주(申孟舟)
  - 형 : 신중주(申仲舟, 1412 ~ 1447)
  - 남동생 : 신송주(申松舟, 1419 ~ 1464)
  - 남동생 : 신말주(申末舟, 1429 ~ 1503)
  - 여동생 : 조효문(? ~ 1462)의 처
  - 부인 : 무송군부인 무송 윤씨(茂松郡夫人 茂松 尹氏, ? ~ 1456년 1월 23일) - 윤경연(尹景淵)의 딸
    - 장남 : 신주(申澍, 1434년 ~ 1456년 2월 21일)
    - 며느리 : 청주 한씨 - 한명회(韓明澮)의 장녀
      - 손자 : 신종흡(申從洽, 1454 ~ ?)
      - 손자부 : 소숙옹주(태종의 서녀)의 딸 해평 윤씨
      - 손자 : 신종옥(申從沃, 1455 ~ ?)
      - 손자 : 신종호(申從濩, 1456 ~ ?) - 의창군(세종의 서자)의 사위

    - 차남 : 신면(申沔, ? ~ 1467년 5월 21일)
    - 며느리 : 정씨 - 정호(丁湖)의 딸
      - 손자 : 신용관(申用灌, 1459 ~ ?)
      - 손자 : 신용개(申用漑, 1463년 10월 5일 ~ 1519년)
      - 손녀 : 강학손(姜鶴孫)의 처

    - 3남 : 신찬(申澯)
      - 손녀 : 정유강(鄭有綱)의 처

    - 4남 : 신정(申瀞, 1442 ~ 1482)
    - 며느리 : 전주 이씨 - 후령군(태종의 서7남)의 딸
      - 손자 : 신영홍(申永洪, 1469 ~ ?)
      - 손자 : 신영철(申永澈, 1471 ~ ?)

    - 5남 : 신준(申浚, 1444 ~ ?)
    - 자부 : 유수창(柳秀昌)의 딸
      - 손자 : 신복순(申復淳, 1464 ~ ?)
      - 손녀 : 신씨 - 금천도정 이변(태종의 서자 온녕군의 손자)의 처

    - 6남 : 신부(申溥, 1446 ~ ?)
      - 손녀 : 조수강(趙壽崗)의 처

    - 7남 : 신형(申泂, 1449 ~ ?)
    - 며느리 : 연일 정씨 - 정부(鄭溥)의 딸
      - 손자 : 신광윤(申光潤, 1468년 9월 24일 - 1554년 10월 15일)
      - 손자 : 신광한(申光漢)

    - 8남 : 신필(申泌, 1454 ~ ?)
    - 며느리 : 파평 윤씨 - 정신옹주의 아들 윤삼원(尹三元)의 차녀
      - 손자 : 신세연(申世淵, 1473 ~ ?)
      - 손자 : 신세광(申世洸, 1474 ~ ?)
      - 손녀 : 진주 하씨 현감(縣監) 하형(河瀅)의 처
      - 손녀 : 최준(崔俊)의 처
      - 손녀 : 단양 우씨 참봉(參奉) 우세범(禹世範)의 처

    - 장녀 : 신씨(1455 ~ ?) - 신명수(申命壽)의 처

  - 측실 : 배씨(裵氏)
    - 9남(서자) : 신결(申潔)
    - 차녀(서녀) : 숙원 신씨(淑媛 申氏) - 세조의 후궁

## 관련 작품

### 텔레비전 드라마
- 《설중매》 (MBC, 1984년~1985년, 배우:박웅)
- 《파천무》 (KBS, 1990년, 배우:문창길)
- 《한명회》 (KBS, 1994년, 배우:백준기)
- 《왕과 비》 (KBS, 1998년~2000년 배우:이정길)
- 《왕과 나》 (SBS, 2007년~2008년, 배우:신귀식)
- 《대왕 세종》 (KBS, 2008년, 배우:권세인)
- 《공주의 남자》 (KBS, 2011년 배우:이효정)
- 《인수대비》 (JTBC, 2011년~2012년 배우:손종범)

### 연극, 영화
- 허장강 - 1970년 《세조대왕》, 영화
- 장민호 - 1997년 《태》, 연극
- 이상용 - 2005년 《길》, 연극
- 장민호 - 2007년 《태》, 연극
- 최홍일 - 2008년 《길》, 연극
- 이형주 - 2012년 《전하의 봄》, 연극

### 기타
- 고승룡 - 2007년 《사육신》, 조선민주주의인민공화국 텔레비전 드라마

## 업적
그는 다국어에 능하였고, 탁월한 학식과 문재로써 다양한 책을 편찬하고 역사적, 학문적 소양이 깊어 학문 교육에도 업적을 남겼다. 그는 유교의 사서육경 외에도 풍수지리학과 노장 사상 등에도 해박한 지식을 갖고 있었다. 세조의 문화 통치를 위해 왕들의 귀감이 될 《국조보감》을 편찬했고, 국가 질서의 기본을 적은 《국조오례의》를 교정, 간행하였으며, 사서 오경의 구결을 새로이 만들었다. 또한 《세조실록》과 《예종실록》의 편찬에 참여하였고 《동국통감》의 편찬을 총괄하였고, 《동국정운》, 《영모록》(永慕錄) 등을 찬수하였으며, 《고려사》와 《고려사절요》의 편찬에도 참여하였다. 일본에 통신사 서장관으로 다녀 온 후 몇번 일본을 왕래하면서 보고 들은 것을 그대로 기록, 이를 토대로 일본의 풍물과 관습, 언어, 정치 세력, 일본의 기후, 자연 조건, 일본과의 외교시 필요한 사항 등을 상세하게 밝혀 놓은 《해동제국기》를 저술하여 향후 일본과의 교린외교에 참고가 되게 하였다. 또 신숙주는 그림을 잘 그려서 일본과 여진의 지도, 베이징의 지도를 만들었으나 후에 모두 실전되었다.
그의 저서 중 사성통고는 후대에 실전되었지만, 중종 때의 한어 통역관이자 언어학자인 최세진이 그의 사성통고를 참조하여 《사성통해》(四聲通解)를 짓기도 했다.
그는 퇴청 후에도 별도의 서실을 열고 문인들을 길러냈다. 세조 때에 과거 시험의 주시관(主試官)을 13회나 과거 시험을 하여 합격자들을 선발하여, 좌주 문생관계를 형성하니 직접 길러낸 제자들 외에도 좌주-문생 관계를 통해 사람을 얻음이 당대에서 가장 많았다.
또한 훈민정음의 확산을 위한 사업에도 참여하여 수많은 고전과 불경의 언해본 등을 만들어내기도 했다. 그는 특히 외교와 국방에 탁월한 능력을 발휘했는데, 당시 이 분야에 관련된 대부분의 저술에 그의 손이 미치지 않은 것이 없을 정도였다.

## 사상

### 개혁관
그는 새로운 인재를 등용하는 것이 개혁이라 생각했다. 성삼문과 신숙주의 정치개혁에 대한 처방은 비슷하면서도 약간 다르다. 성삼문은 '제도개혁보다 마음을 바로 하는 것이 더욱 중요하다'고 강조하는 반면 신숙주는 '제도개혁보다 인재를 바로 등용해야 한다'고 생각하였다. 그는 사람이 바뀌지 않고는 제도의 개혁이 어렵다고 판단했고, 개혁이 어려운 이유로는 기득권의 반발을 지목했다.

### 미신에 대한 배격
그는 무속과 점술 등을 미신이라며 비판하였다. 1443년(세종 25년) 10월 일본에 사신으로 갔다 귀국하는 길에 현해탄 앞바다에서 풍랑을 만나 배가 침몰될 위험이 닥치자, 당시 사공들은 점을 쳐서 배가 좌초될 위기에 처한 것은 그 배에 승선한 임신한 여자 때문이라는 원성이 일며 그녀는 바다에 던져 용왕의 진노를 풀어야 된다고 하였다.
이 임산부는 바다에 던져질 위기에 처했으나 신숙주가 나서서 이를 말렸다. 그는 기후의 변화는 자연의 뜻이라며 '매사를 어떻게 점술과 예언에만 의존하려 하느냐'며 '남을 죽여서 나 살기를 구하는 것은 인간으로서는 차마 못할 일'이라면서 말렸다. 얼마 뒤 구름이 걷히면서 풍랑이 멈추었고, 그의 기지로 임산부는 극적으로 목숨을 구하였다.

### 명분론에 대한 거부
그가 수양대군을 따라 명나라에 사절로 파견되었을 때 명나라는 영락제와 건문제 사이의 왕위 다툼이 끝나고 이른바 '인선의 치'가 꽃을 피우고 있었다. 영락제와 건문제의 제권 다툼과 영락제가 정화 등을 중용하여 문치와 무역으로 명나라를 번영시키는 것을 보고 마음을 달리 먹게 되었다. 그는 신흥국가로서 흥륭하는 명나라의 모습을 보며, 조선의 선비사회를 지배하는 명분론과 의리론에 대한 비판적인 생각을 가지게 되었다고 한다.
첫 스승인 윤회를 통해 정도전과 하륜의 학통을 계승한 것과 스승 정인지를 통해 정몽주의 학통 등 다양한 스승의 학문을 접한 것도 그가 한가지 사상에 얽매이지 않는 요인이 됐다. 이것이 뒤에 성삼문, 박팽년 등과 현실정치에서 길을 달리 걷게 된 사상적 원인 중의 하나가 된다.
그는 현실에 도움이 되지 않는 명분은 폐기처분해야 된다고 하였다. 조선왕조실록에 의하면 그는 '항상 근본적인 것만 밝히고 지나치게 세세한 것은 따지지 않았으며 대사를 처리하고 대의를 결단하는 것이 강하(江河)를 터 놓은 듯 시원스러웠다'고 한다.

### 성삼문과의 비교
신숙주는 현실이 중요한 것이며 남는 것은 인간이 성취해 놓은 업적이라고 생각했고, 성삼문은 이상이 중요한 것이고 남는 것은 대의라고 생각했다. 성삼문의 이러한 생각은 죽음과도 맞바꿀 수 있을 만큼 꿋꿋한 것이었다. 성삼문은 죽어가면서 자신의 뜻을 굽히지 않았으며, 신숙주는 단종의 폐위와 죽음이 목숨을 걸 만한 일이라고는 생각하지 않았기 때문에 죽지 않고 살아남아 자신의 갈 길을 갔다.
신숙주와 달리 성삼문은 정치적인 것보다는 학문적이며 유교적인 성향을 더 짙게 갖추고 있는 인물이었다. 그에게 정치적 경륜은 그리 중요할 것이 없었다. 그의 궁극적 관심은 충군과 절의, 그리고 학문이었다.

### 세조와의 관계
신숙주는 계유정난의 공적 면에서는 한명회보다는 적을지는 모르나, 세조에게 끼친 정치적 영향력과 개인적인 친분에서는 누구보다 앞섰다. 따라서 정사를 논하는 것과 관련하여 신숙주는 단연 세조의 오른팔격이었다. 세조는 그의 호방하면서도 치밀한 성품을 높이 샀다.

## 평가와 비판
그에 대한 당대의 평은 '대의를 따르는 과단성 있는 인물'이었으나 후대에는 사육신, 생육신 등을 쫓는 도학적인 분위기가 형성돼 '기회에 능한 변절자'로 평가되었다.

### 긍정적 평가
사돈이기도 한 용재 이행은 그를 많은 지식을 집대성하고 실전, 실무에 적용시키는 능력을 높이 평가하였다. 신숙주는 훈민정음 연구에 오래 참여하였고 집현전에 근무하는 동안 퇴근도 잊고 독서실에서 연구로 밤을 새는 일이 허다하였다. 또한 집현전 학사로 있으면서 당직을 자청하였고 당직이 아니라도 서고에서 날을 새는 그의 열정을 세종은 높이 평가했다. 세종이 세자에게 말하기를, '신숙주는 문무에 두루 능하여 국사를 부탁할 만한 자이다.'라고 하였고, 세조를 만나서는 계책이 행해지고 말은 받아들여졌다. 세종과 세조는 그를 각별히 신뢰하여 큰 일이 있을 때마다 그를 불렀다.
건국 초기 불편했던 조일(朝日) 관계를 정상화시켰고, 강원도와 함길도의 체찰사(體察使)로 파견되어 여진]의 침략을 막았으며, 몇 십 년 동안 예조판서와 병조판서로 국가에 봉사하는 등 조선시대 가장 뛰어난 어학자, 외교가, 저술가, 번역가, 경륜가, 군사전문가, 명재상으로서 많은 공을 세웠으나 세조의 반정공신이라는 이유로 사림파에 의해 그 공로가 폄하되었다. 왕정의 비능률성이 인위적으로 제거되지 않는 당시의 시대 상황에서 신숙주가 일신의 영달 만을 도모했다고 보기는 어렵는 견해도 있다.
사후 50년 뒤에 편찬된 1525년의 용재총화에는 신숙주를 가리켜 '그 문장과 도덕에서 모두 일대의 존경을 받았다'는 기록이 있다.
그는 정난에 희생되지 않고 살아남아 한글 연구와 보급, 전승에 기여했다는 평가가 있다. 또한 대의를 따른 과감한 인사라는 평가도 있다. 그는 세조가 즉위하는 것을 돕고 많은 중요한 직책에 올랐기 때문에 변절자라는 비판을 받기도 하지만, 그는 가장 위대한 신하 중 하나였고, 훈민정음을 창조할 때 크게 공헌한 신하로 칭송받는다. 하지만 훈민정음 창제에 신숙주, 성삼문 등 집현전 학자들의 공이 있다는 얘기는 어떤 기록으로도 남아 있지 않다.

### 부정적 평가
성종 이후 사림파가 정계에 진출하면서 신숙주는 세종의 유언을 저버린 배신자, 동료들을 배신한 변절자로 지목되어 규탄의 대상이 되었다. 사육신과 생육신이라는 용어는 중종 이후 사림파가 만들었다. 이는 사림파의 대의 명분이라는 가치관에 입각한 폄하였다. 또한 그가 사육신의 거사를 밀고했다는 출처불명의 소문이 돌면서 김시습 등으로부터 심한 비판을 받기도 했다. 세조의 공신으로 있을 때는 왕의 뜻에만 편승하여 승순(承順)만을 힘썼고, 예종 때에는 형벌을 내릴 때 공정함을 잃었으며, 남이와 강순의 억울함을 구제하지 않았다 하여 당대에 비판을 받기도 했다.
유자광 등이 남이를 처형할 때 동조한 점 역시, 남이에 대한 동정론과 함께 맞물려서 그에 대한 비난의 소재의 하나로 활용됐다. 민족적 절의를 고양시킬 필요가 절실했던 일제강점기에는 쓰여진 일종의 비공식 역사서인 김택영의 《한사경》에는 세조 즉위 전후의 생사를 오가는 권력투쟁의 와중에서 신숙주가 미모에 끌려 단종비 송씨를 노비로 들이겠다고 청했다는 허구적이면서도 다소 선정적인 이야기가 등장할 정도였다.
한때 신숙주는 지조와 의리가 강조되던 시대에 쓰여진 이광수의 《단종애사》나 월탄 박종화의 《금삼의 피》, 《목메이는 여자》 등의 작품에서 부정적으로 묘사되기도 했다. 특히 일제강점기 《단종애사》는 널리 읽히는 소설이었고 이는 광복 이후 교과서에 실리기도 했다. 단종애사의 유행 역시 신숙주에 대한 부정적인 평가를 확산시키는데 기여했다. 신복룡 건국대 교수는 사람들이 드라마와 야사, 신숙주에 대한 부정적인 기록만을 신뢰하여 신숙주를 일방적으로 부정적으로 평가했다고 보았다.
많은 사람들이 젊은 날에 이광수(李光洙)의 소설 하나쯤은 읽고 감동을 받았던 경험을 갖고 있다. 나 자신도 예외는 아니어서 꿈 많던 학창 시절에 ‘흙’을 읽으면서 낭만적인 생각을 가져보기도 했고, ‘단종애사(端宗哀史)’를 읽으며 눈물을 훌쩍거린 적도 있다. 특히 ‘단종애사’는 어린 시절 깊은 감동과 함께 역사학에 대한 관심을 일깨워 주었다. ‘단종애사’를 읽은 대부분의 독자들은 비분강개할 수밖에 없다. 독자들은 성삼문(成三問)을 비롯한 사육신의 절의(節義)에 눈시울이 뜨거워지는 반면 수양대군(首陽大君)과 그의 추종자였던 신숙주(申叔舟)에 분노한다. 특히 성삼문이 국문(鞠問)을 당하고 죽던 날 신숙주가 집에 돌아오니 그의 아내 윤(尹)씨가 남편을 향해 오랜 동지인 성삼문과 함께 절의를 지켜 죽지 않고 돌아온 것을 힐책하고 부끄러워하면서 다락에 올라가 목을 매어 자살하는 장면에서는 더욱 비감(悲感)함을 금할 수 없다. 이같은 야사(野史)를 기억하고 있는 우리는 신숙주와 성삼문의 정치적 공과나 선악을 따질 때면 성삼문의 편을 드는 데 익숙해졌다. 성삼문은 의인이요 신숙주는 비겁자라는 것이다.

또한 소설 《단종애사》 속에서 절개를 지키지 않은 남편을 부끄러워해 부인 윤씨가 자살했다는 묘사는 역사적 사실과 전혀 다르다. 윤씨는 자연사로 죽었으며 사망 시기도 신숙주가 사신으로 파견되어 임무를 수행하는 도중이었다.

### 현대의 평가
1910년(융희 4년) 조선이 멸망한 후로 그에 대한 비판은 다소 수그러들었고, 긍정적인 평가와 함께 조명 여론도 나타났다. 그의 묘소인 경기도 의정부의 신숙주 묘는 1970년대까지도 버려졌다가 1980년 이후부터 신숙주의 역할에 대한 조명과 재평가 노력이 진행되면서 비로소 사료와 신숙주의 작품, 저서들도 정리, 재출간되고 버려져 있던 묘소도 정비되었다. 전남 나주군 오룡동에 있던 그의 외가와 생가도 대한민국 수립 이후 1980년대부터 성역화와 재정비가 시작되었다.
한글학회에서는 1971년 10월 9일 한글날에 경기도 의정부시 고산동 산53번지에 위치한 신숙주 묘정에다 ‘한글 창제 사적비’를 건립했다. 충북 청원군(현재는 청주시로 승격)에서는 신숙주의 영정을 봉안한 영당 등을 ‘도지정 문화재’로 지정 하였다. 문화관광부는 2002년도 10월의 문화인물로 신숙주를 선정했다. 2007년 9월 15일 경기도 평택시 청북면 고잔리에 신숙주 문학비가 세워졌다.
묘소는 의정부 교도소 건너편 의정부시 고산동 산5번지 야산에 있다.

## 일화
신숙주에게는 평생 그를 주변에서 호위하며 미래를 예지해준 청의동자(靑衣童子)가 있었다는 전설이 전한다.
세조는 그를 놀려줄 생각으로 구치관을 불러서 구정승이라 불렀다. 그러자 구치관이 대답하자 구(舊) 정승을 불렀는데 왜 새 정승이 대답하느냐며 구치관, 신숙주에게 벌주를 내렸다. 세조가 신정승을 부르자 신숙주가 대답했는데 새 정승을 불렀는데 신숙주가 대답했다며 벌주를 내렸다. 구정승을 부르자 신숙주가 대답하자 구(具) 정승을 불렀는데 신숙주가 대답했다며 벌주를 내렸고, 신정승을 찾아 구치관이 답하자 신(申) 정승을 찾았는데 구정승이 답한다며 벌주를 내렸다.
한번은 신숙주가 술좌석에서 세조의 비위를 건드리는 발언을 하였다. 화가 난 세조는 참고 있었는데, 그는 평소 새벽에도 일어나 책을 보는 버릇이 있었다. 한명회는 비밀리에 사람을 보내 왕이 사람을 보낼 것이니 불을 끄고 자라고 일러주었다. 그 날 새벽 그는 책을 읽지 않고 불을 끄고 있었고, 세조가 보낸 승지와 내관은 그가 취해서 자고 있다고 보고하였다.
```
사후, 사람들은 '음식을 한 지 일주일만에 상하는 식용 나물'을, 그의 이름을 빗대 숙주나물이라 불렀으며, '오래도록 조롱'하였다. 또한 '숙주나물을 요리할 때 머리 부분을 맷돌이나 방망이'로 짓이기는데, 이 또한 '신숙주를 짓이기는 것이라'며 놀리기도 하였다.
```

야사에 의하면 그는 노비가 된 단종의 왕비 정순왕후를 자신의 집 노비로 달라고 세조에게 청했다가 거절당했다. 이는 소문으로만 전해지다가 후에 김택영은 자신의 저서 《한사경》에 이 야사를 기록해두었고, 후일 일제강점기 때 문인 춘원 이광수는 자신의 작품 단종애사에 이 야사를 수록하여 후대에 알려지게 되었다.

## 저서 및 작품

### 저서
- 《보한재집》
- 《사성통고》

### 편저

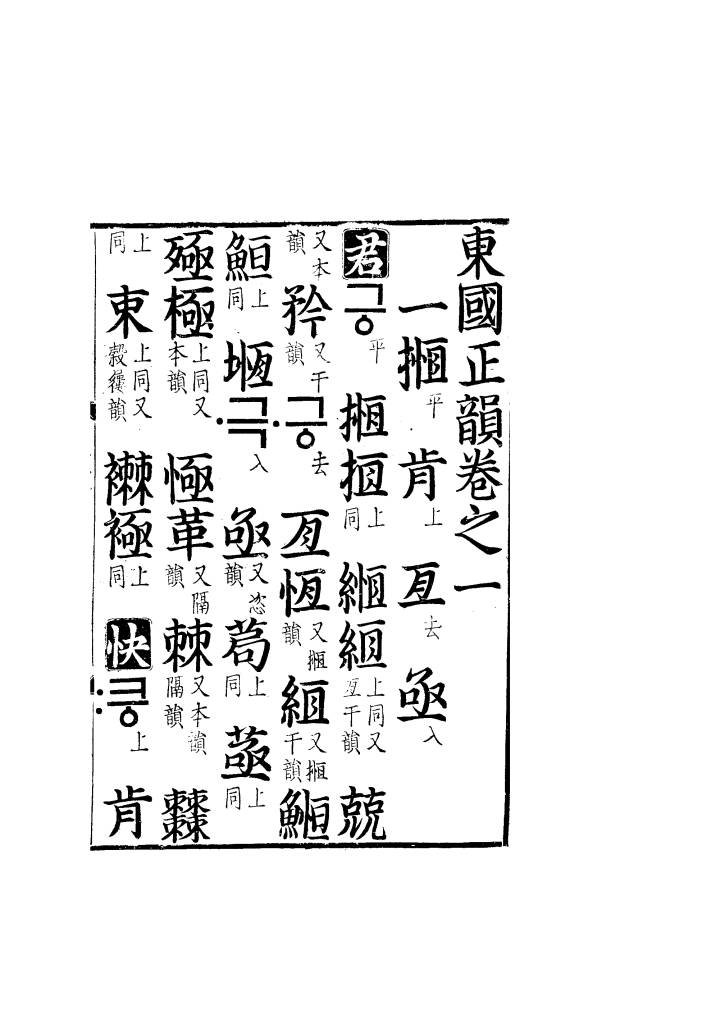
동국정운

- 농산축목서
- 동국정운(공저)
- 국조보감 (공저)

### 기행문
- 《북정록》
- 《해동제국기》

### 서예
- 《몽유도원도》의 찬문

### 작품
- 《화명사예겸시고》
- 일본 지도
- 만주 지도
- 북경 지도
- 봉사조선창화시권 - 보물 제1404호

## 갤러리

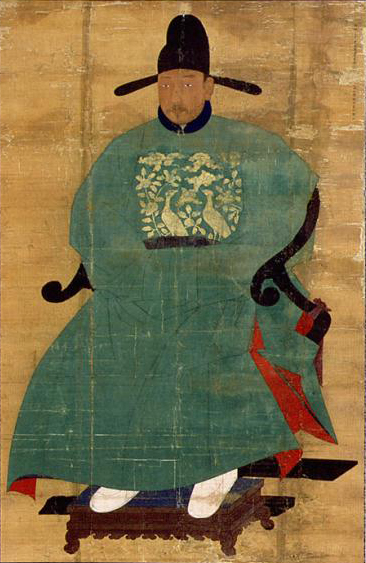
신숙주 영정 (1445년작)
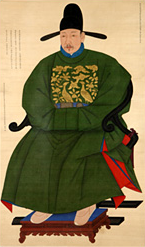
신숙주 영정 (1749년작)
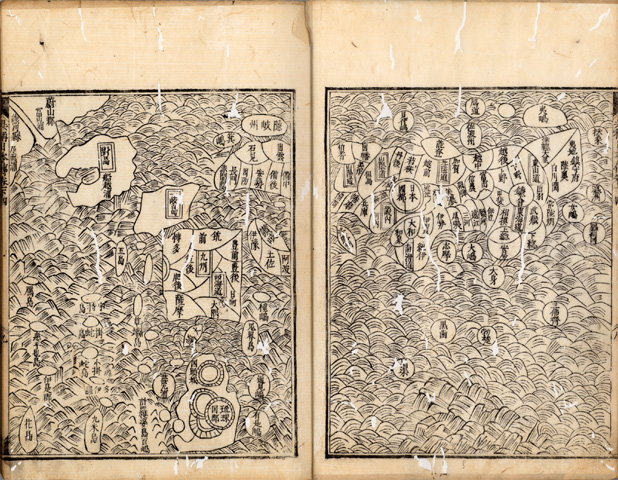
해동제국기에 수록된 조선 전도
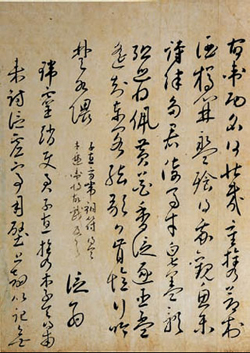
신숙주의 시
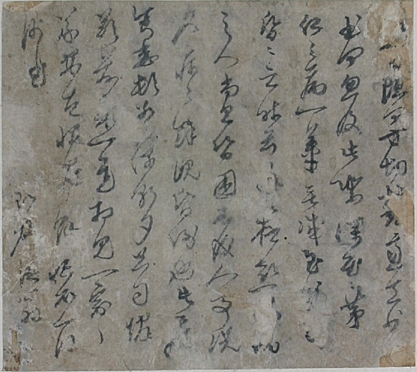
신숙주 친필 편지 서신
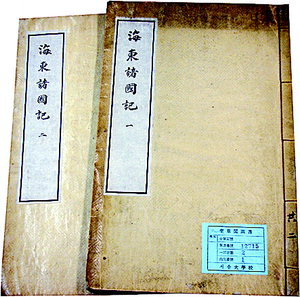
해동제국기
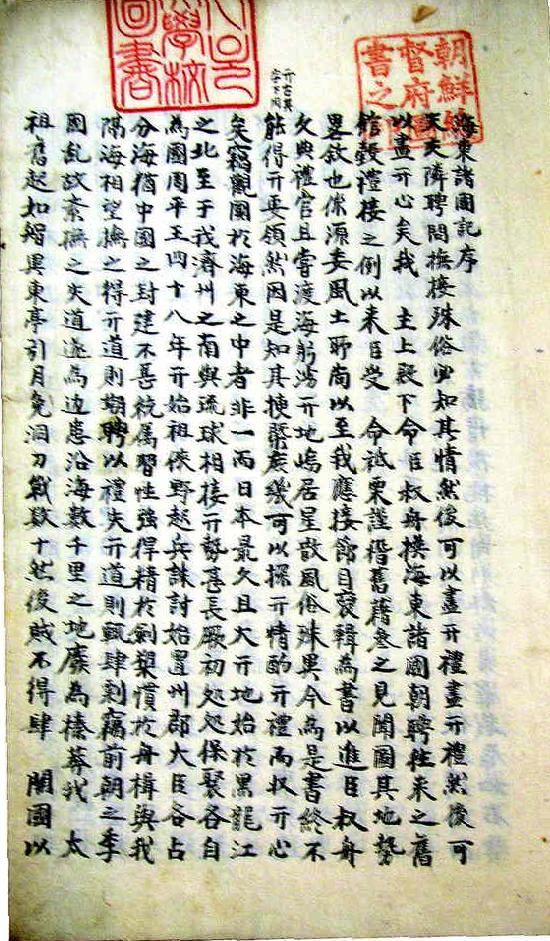
해동제국기 서문
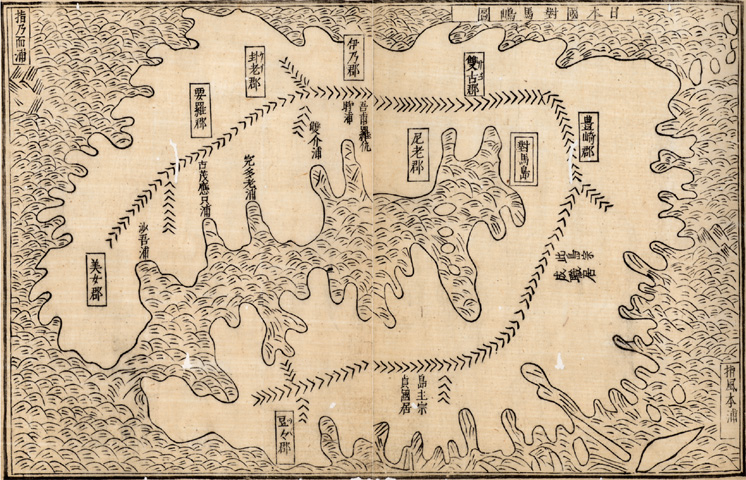
해동제국기에 수록된 쓰시마섬 지도
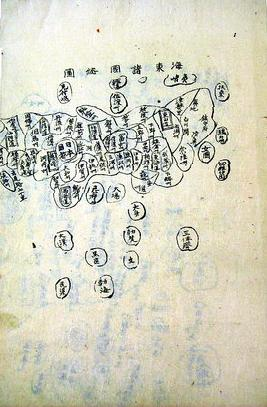
해동제국기에 수록된 유구국 지도
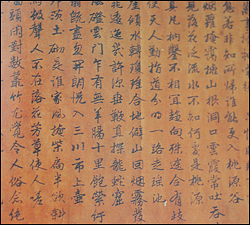
친필 몽유도원도 서문
친필 몽유도원도 찬시

## 같이 보기
| - 훈민정음 - 해동제국기 - 성리학 - 사육신 - 생육신 - 계유정난 - 세조 찬위 - 이시애의 난 - 숙주나물 - 집현전 - 하연 - 김질 - 정창손 - 정인지 - 성삼문 - 하위지 - 양정 - 이개 - 원호 - 김담 - 이순지 - 유자광 - 정창손 - 신면 - 신정 - 숙원 신씨 - 신채호 | - 집현전 - 국조보감 - 이두 - 이징옥의 난 - 이시애의 난 - 단종 복위 운동 - 남이의 옥사 - 세조 - 사육신 - 생육신 - 남이 - 김시습 - 성담수 - 신용개 - 정보 - 유응부 - 유성원 - 윤기견 - 윤회 - 이개 - 이맹전 - 이수형 - 이기 - 임사홍 - 한명회 - 봉석주 - 권람 - 강순 | - 조선의 공신 - 신숙주묘 - 세종대왕 - 단종 - 정희왕후 - 성종 - 연산군 - 김성동 - 박팽년 - 유자미 - 남이 - 신용개 - 신윤복 - 최만리 - 한보 - 폐비 윤씨 - 연산군 |

- 숙주나물

## 관련 서적
- 박덕규, 《신숙주 평전:사람의 길 ,큰 사람의 길》 (둥지간, 1995)
- 박기현, 《조선의 킹메이커:8인8색 참모들의 리더십》 (위즈덤하우스, 2008)
- 손보기, 《세종대왕과 집현전》 (세종대왕기념사업회, 1984)
- 지두환, 《조선과거실록》(동연간, 1997)
- 이홍직, 《새국사사전》 (교학사, 1983)
- 이이화, 《왕의 나라 신하의 나라》 (김영사, 2008)
- 신봉승, 《국보가 된 조선 막사발》 (도서출판 삶과 꿈, 2000)
- 김남이, 《집현전 학사의 삶과 문학 세계》 (태학사, 2004)
- 김갑동, 《옛사람 72인에게 지혜를 구하다》 (도서출판 푸른역사, 2003)
- 김태완, 책문:조선 과거시험의 마지막관문 (소나무, 2004)
- 박경남, 《신숙주 지식인을 말하다:새 세상을 꿈꾼 조선의 혼 7》 (도서출판 포럼, 2009)
- 박현모, 《세종, 실록 밖으로 행차하다:조선의 정치가 9인이 본 세종》 (도서출판 푸른역사, 2007)
- 이덕일, 사화로 보는 조선 역사 (석필, 1998)
- 박영규, 한권으로 읽는 조선왕조실록 (들녘, 1998)
- 이이화, 《이야기 인물한국사 3, 5》 (한길사, 1993)
- 정두희, 《조선초기 정치지배세력 연구》 (일조각, 1983)

## 참고 문헌
- 세종실록
- 훈민정음
- 문종실록
- 단종실록
- 세조실록
- 예종실록
- 성종실록
- 대동야승
- 국조보감
- 연려실기술